# Greg Vaughan
James Gregory "Greg" Vaughan, Jr., född 15 juni 1973 i Dallas, Texas, USA, är en amerikansk skådespelare och fotomodell. Han har varit med i bland annat The Young and the Restless och General Hospital.
Han spelade Pipers pojkvän Dan i Förhäxad, som var granne till familjen Halliwell.